# فريدريش هيرلين
فريدريش هيرلين (27 أبريل 1889 - 28 يوليو 1974) كان جنرالًا ألمانيًا ( الجنرال دير إنفانتري ) في الفيرماخت خلال الحرب العالمية الثانية قاد فيلق LV. وقد حصل على وسام الفارس الصليبي الحديدي من ألمانيا النازية. استسلم هيرلين للقوات البريطانية في عام 1945 وتم اعتقاله حتى عام 1948.

## الجوائز
- وسام الفارس الصليبي الحديدي في 22 أغسطس 1941 بصفته جنرال مايجور وقائدفرقة المشاة 18 [1]

### اقتباسات
1. ↑  Fellgiebel 2000, p. 185.

### قائمة المراجع
- Fellgiebel, Walther-Peer (2000) [1986]. Die Träger des Ritterkreuzes des Eisernen Kreuzes 1939–1945 — Die Inhaber der höchsten Auszeichnung des Zweiten Weltkrieges aller Wehrmachtteile [The Bearers of the Knight's Cross of the Iron Cross 1939–1945 — The Owners of the Highest Award of the Second World War of all Wehrmacht Branches] (بالألمانية). Friedberg, Germany: Podzun-Pallas. ISBN:978-3-7909-0284-6.

| مناصب عسكرية    | مناصب عسكرية                | مناصب عسكرية    |
| --------------- | --------------------------- | --------------- |
| سبقه {{{سبقه}}} | {{{العنوان}}} {{{الأعوام}}} | تبعه {{{تبعه}}} |
| سبقه {{{سبقه}}} | {{{العنوان}}} {{{الأعوام}}} | تبعه {{{تبعه}}} |
| سبقه {{{سبقه}}} | {{{العنوان}}} {{{الأعوام}}} | تبعه {{{تبعه}}} |
| سبقه {{{سبقه}}} | {{{العنوان}}} {{{الأعوام}}} | تبعه {{{تبعه}}} |